# Adam F. Goldberg
Adam Frederick Goldberg (Philadelphia, Pennsylvania, 1976. április 2. –) amerikai producer és író. Híresebb munkái a Simlisek, az Imaginary Mary, illetve a Schooled és a Goldberg család, melyet Goldberg a saját gyermekkoráról mintázott.

## Gyermekkora és korai munkái
Goldberg egy zsidó család gyermekeként látta meg a napvilágot. A Pennsylvaniai Philadelphiában nőtt fel Jenkintownban. Szülei Beverly (Salamon) (született 1943. október 8.-) és a néhai Murray Goldberg (1940. szeptember 25. - 2008. február 1.)  három testvér közül ő a legfiatalabb, illetve testvérei Barry (1969. október 15.-) és Eric (1967. augusztus 18.) Első darabját, a Dr. Pickup-ot 1992-ben, 15 évesen készítette, és megnyerte a Philadelphia Young Playwrights fesztivált. 1994-ben diplomázott a William Penn Charter Schoolban, 1998-ban pedig a New York-i Egyetemen végzett.
1995-ig több mint 50 darabot írt, amelyeket országszerte játszottak többekközött a Sundance Playwrights Labban, az Illusion Theaterben, a The Greenwich Street Theaterben, a The Saint Marks Theatreben, a The Tada! Theaterben, a The Walnut Street Theaterben és a Joseph Papp Theaterben.

## Forgatókönyvírás
Goldberg első vígjáték-munkája 2003-ban kezdődött a Szívem csücskei című szitkomban, ahol négy évig dolgozott és társproducer volt. Egy évvel a Szívem csücskei után ő írta a Fanboys – Rajongók háborúja forgatókönyvét is. A Fanboys – Rajongók háborúja sikere után Goldberget felkérték a The Jetsons forgatókönyvének megírására. Az Adam Brody főszereplésével készült A suttyók visszavágnak (1984) 2007-es feldolgozását is ő írta, ám azt három hét forgatás után töröltek.

## Televíziós munkái
Goldberg csatlakozott Adam Sandler Produkciós cégéhez a Happy Madisonhoz mint forgatókönyvíró. 2010-ben Happy Madison bemutatta őt a The King of Kong rendezőjének, Seth Gordonnak, és közösen létrehozták a Fox 2011-es Simlisek című vígjátéksorozatát. A Simlisek előtt Goldberg az Aliens in America, a Secret Girlfriend, a Voltron hadtest, a WordGirl és Kevin Williamson Glory Days című sorozatának forgatókönyvét is ő írta.
2011-ben Goldberg hároméves szerződést írt alá a Sony Pictures TV-vel. Ez idő alatt Goldberg az NBC producere volt, miközben új projekteket dolgozott ki. 2012-ben Goldberg elkezdett dolgozni a családjáról szóló önéletrajzi műsor forgatásán How the F --- Am I Normal? címmel, és újra tárgyalni kezdett a Foxszal egy esetleges Pilot rész leforgatásáról AJ Michalka és Sean Giambrone főszereplésével. Az önéletrajzi műsort az ABC vette meg majd a címet megváltoztatták A Goldberg családra.
Emellett közösen készítette az Imaginary Maryt és A Goldberg család spinoff sorozatát a Schooledet az ABC-nél.

## Garbage Pail Kids
2020. július 22-én Adam F. Goldberg Louie bácsikájával együtt játék korongokat dobott piacra Garbage Pail Kids néven, amelyek csupán percek alatt elfogytak. Ezekkel az érmékkel olyan híres Garbage Pail gyerekeket tiszteltek meg, mint a Nasty Nick, a Weird Wendy és a Wrappin Ruth, és a Topps engedélyezte is ezt.

## Fordítás
- Ez a szócikk részben vagy egészben  az   Adam F. Goldberg című angol Wikipédia-szócikk fordításán alapul.  Az eredeti cikk szerkesztőit annak laptörténete sorolja fel. Ez a jelzés csupán a megfogalmazás eredetét és a szerzői jogokat jelzi, nem szolgál a cikkben szereplő információk forrásmegjelöléseként.